# 真鍋元之
真鍋 元之（まなべ もとゆき、1910年9月12日 -1987年10月30日）は、日本の小説家、文芸評論家。大衆文学研究会会員。

## 人物・来歴
愛媛県宇摩郡関川村（現・四国中央市）出身。1931年、広島高等師範学校（現・広島大学）国文科中退。
上京して日本プロレタリア作家同盟に加入するが、後に脱退。1939年博文館に入社し、勤務の傍ら時代小説を執筆。
戦後は数年間、新小説社の『大衆文芸』の編集をし、自ら「炎風」を連載。1958年『炎風』で新鷹会賞特別奨励賞を受賞。
その後は実作及び評論を手がける。

## 著書

### 単著
- 『浪人暴れ獅子』和同出版社 1957
- 『金さん暴れ笠』同人社 1958
- 『正義の味方 喜びも苦しみも彼らとともに』毎日新聞社 1969
- 『風雪明治百年事件史』金園社 1969
- 『西郷隆盛 その人と生涯』金園社 1970
- 『歎異抄と親鸞』金園社 1973
- 『恋染め街道』1974 (春陽文庫)
- 『秩父困民党物語』渡辺清彦 絵 1975 (国土社・ノンフィクション全集)
- 『東京大空襲 炎と恐怖の記録』渡辺清彦 絵 1976 (国土社・ノンフィクション全集)
- 『浪人暴れ獅子』1977 (春陽文庫)
- 『般若心経入門 愛と真実の書』渓声社 1977
- 『三浦の三十三観音』鎌倉新書(かくれた名刹シリーズ)1978
- 『ある日、赤紙が来て 応召兵の見た帝国陸軍の最後』光人社 1981　のち文庫
- 『ある日、赤紙が来て 続篇』光人社 1982
- 『子どもに読んで聞かせる戦国武将ものがたり』金園社(ハウブックス)1984
- 『赤紙一枚の自叙伝 昭和は遠くになりにけり』光人社 1991

### 編著
- 『大衆文学事典』編 青蛙房 1967
- 岡田貞三郎 述『大衆文学夜話』編 青蛙房 1971

### 訳書
- 頼山陽『日本外史 源氏と平家の巻』桃源社 1971
- 熊沢淡庵『武将感状記』金園社 1972